# Галактионовская улица
Галактио́новская у́лица — расположена в Самарском и Ленинском районах Самары. Начинается из исторического центра города — от Пионерской улицы, заканчивается Полевой улицей.
Пересекается с улицей Венцека, переулком Репина, улицами Ленинградской, Высоцкого, Некрасовской, Льва Толстого, Красноармейской, Рабочей, Вилоновской, Ульяновской, Маяковского, Чкалова.
Пролегает параллельно Самарской и Молодогвардейской улицам.

## Этимология годонима и история улицы
Предыдущее название улицы — Татарская. В XVIII в. эта улица была городской окраиной. На ней находилась Сенная площадь с остатками оборонительного вала самарской крепости.
В 1844 году у Сенного рынка построили церковь Святой Троицы, и улица была переименована в Троицкую. Впоследствии и рынок стали называть Троицким.
В 1922 году улица была переименована в честь погибшего в авиационной катастрофе революционера Алексея Галактионова.

## Транспорт
По улице Галактионовской проходил маршрут первого самарского трамвая в 1914 году. Сегодня почти на всём протяжении улицы (от Венцека до Полевой) имеются трамвайные рельсы. Маршруты трамвая: 5, 15, 20, 20к, 22.
Автобусные маршруты улицу пересекают, но вдоль не проезжают.

## Здания и сооружения

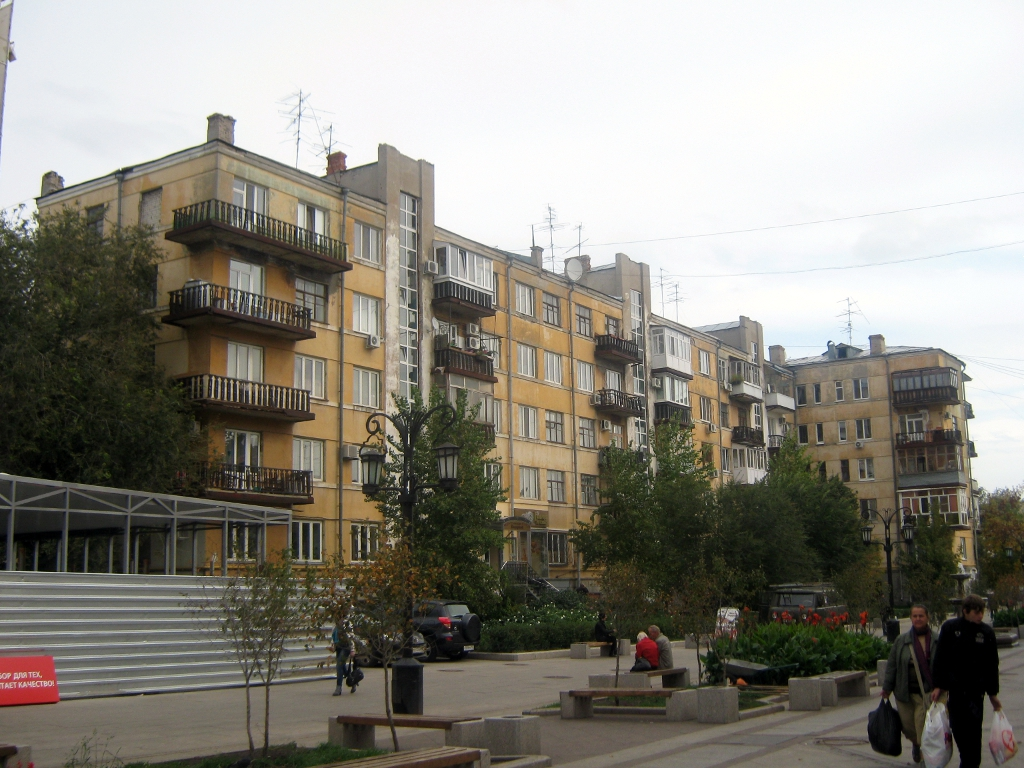
Дом специалистов. Объект культурного наследия № 6300189000.

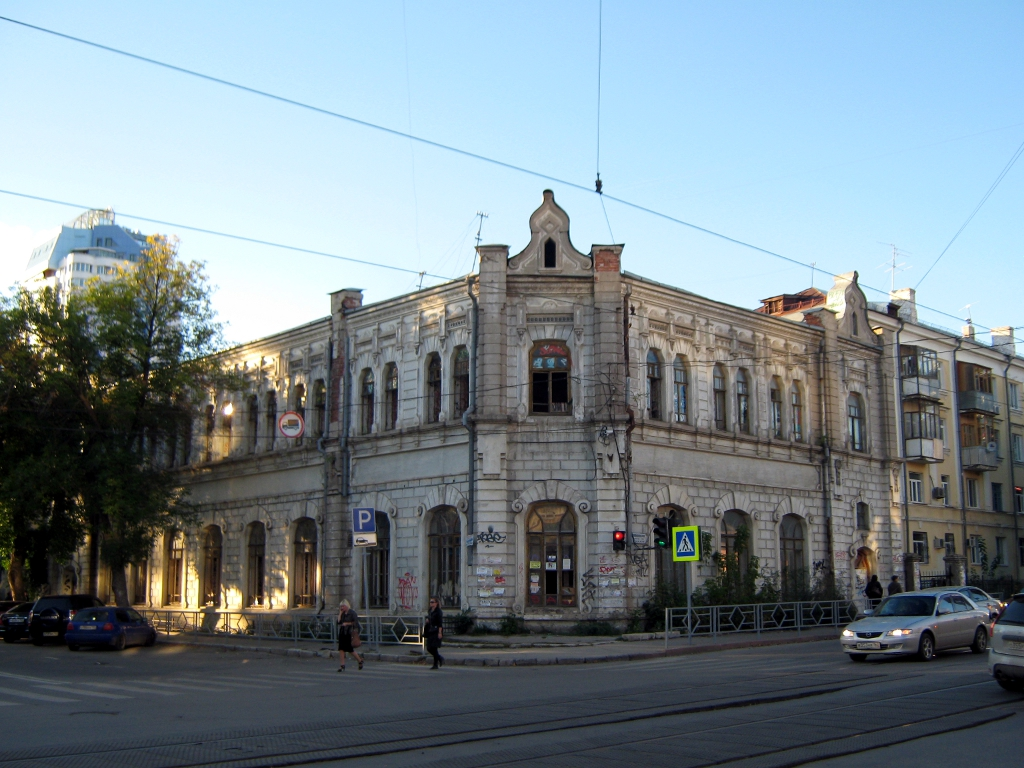
Дом архиерейского подворья. Объект культурного наследия № 6300192000.

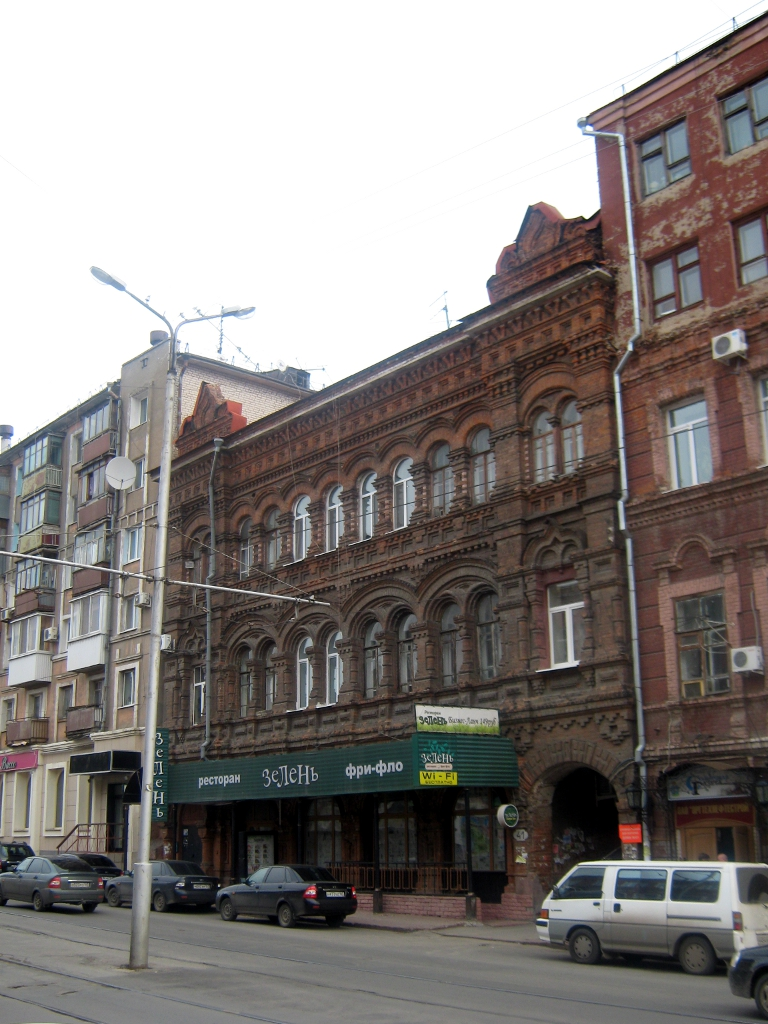
Дом Чаковского. Объект культурного наследия № 6300190000.

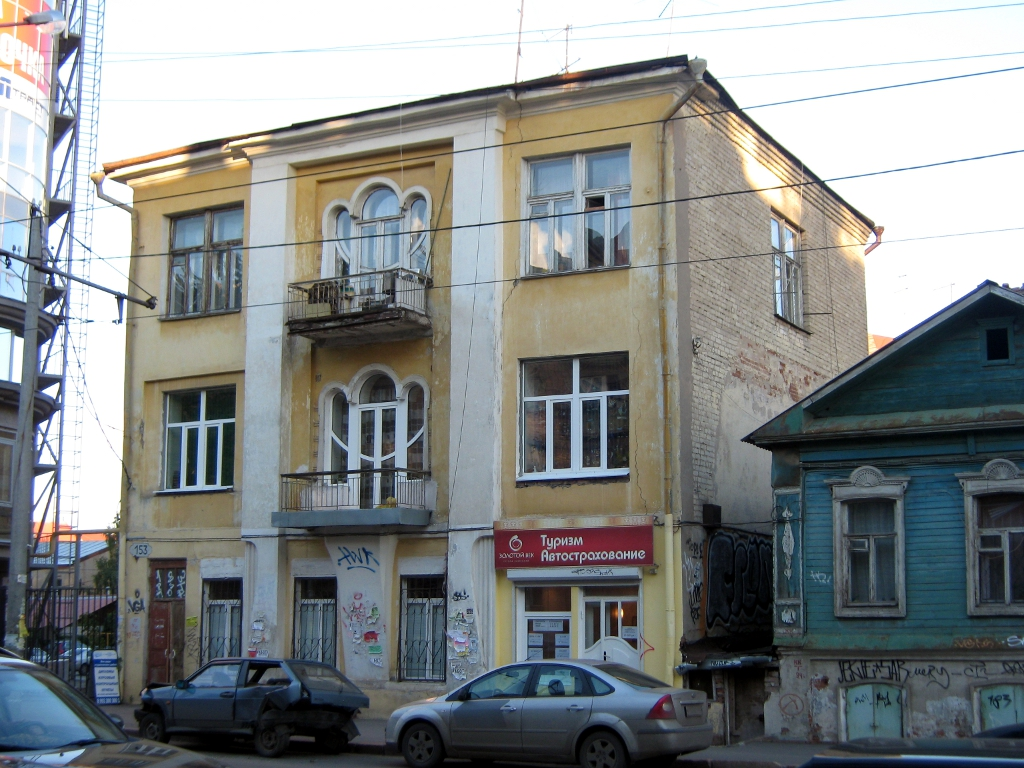
Дом Векчулина. Объект культурного наследия № 6300193000.

Архитектура улицы разнообразна. Многоэтажные дома соседствуют с одноэтажными, кирпичные — с деревянными. В начале улицы (до Троицкого рынка) была «татарская слобода».
- 2 — 16-этажный дом 2008 года постройки. При его строительстве были снесены исторические здания (см. ниже «Утраченные здания»).
- № 21 — Двухэтажное кирпичное здание, принадлежавшее Александре Курлиной. Сегодня в нём медицинское учреждение, акушерское отделение патологии беременных. Бывшее отделение Городской клинической больницы № 3. Объект культурного наследия и памятное место, связанное датским писателем Мартином Андерсеном Нексе. В 1921—1924 годах здесь находился детский дом, над которым шефствовал писатель: помогал материально, переписывался с детьми, в 1921 году приезжал в Самару и встречался с воспитанниками детского дома. В 1960 году на доме была установлена мемориальная доска[4][5].
- № 24-26 — бывшая усадьба Коруновых (построена 1867, перестраивалась и достраивалась в 1907, 1883—1889, 1900 годы). Выявленный объект культурного наследия[6]
- № 25 — жилой дом, памятник архитектуры начала XX века. Объект культурного наследия № 6300188000
- № 29 — Троицкий рынок
- № 38 — «Дом специалистов»[7]: жилой дом с магазинами на первом этаже. Построен по проекту архитектора А. Полева в 1934—1936 годах, стиль — конструктивизм. Строительство дома велось на кооперативных началах. Это был первый стоквартирный дом с трех- и четырёхкомнатными квартирами. Пострадал от пожара в 2003 году, после чего был восстановлен и реконструирован (с изменением этажности)[8]. Объект культурного наследия № 6300189000[9]. В этом доме в разные годы жили такие известные самарцы, как актёр Георгий Шебуев и его жена актриса — Зоя Чекмасова, проживали форвард «Крыльев Советов» Борис Казаков, лётчик Вадим Фадеев и ещё один Герой Советского Союза — Вениамин Лезин[10].
- № 41 — бывший дом Чаковского, объект культурного наследия № 6300190000.[11]
- № 45 — Дом просвещенцев построен первым жилищно-строительным кооперативом Самары в 1933−1934 годах, принят в эксплуатацию в 1935 году.
- № 57 — бывший особняк Жоголева, объект культурного наследия № 6300191000[12], архитектор Георгий Мошков.
- № 68 — здание бывшей кондитерской фабрики Степана Максимовича Решетникова, объект культурного наследия. Построено по проекту его сына — архитектора-самоучки Якова Степановича Решетникова в 1912 году. С 2005 года в здании находится Центр детского и юношеского творчества «Мечта»[13].
- № 69 — бывший дом Земцова, построен во второй половине XIX века. Объект культурного наследия № 6310008000[14].
- № 82 — характерный для самарской архитектуры дом с эркером и башенками.
- № 57 — дом с деталями архитектуры барокко, построен предположительно архитектором Д. Мошковым и нехарактерен для архитектуры Самары[источник не указан 676 дней].
- № 102 (Вилоновская, 24) — дом архиерейского подворья. Объект культурного наследия № 6300192000.[15]
- № 132 — Общественная палата Самарской области, Представительство МИД России в Самаре, Департамент строительства и архитектуры городского округа Самара[16]
- № 141 — здание бывшей Первой мужской гимназии (1898 г., арх. А. Щербачев)[17]. С 1963 г. — корпус СамГТУ, Поволжский институт бизнеса[18]
- № 153 — бывший дом Векчулина, год постройки 1900. Памятник архитектуры местного значения.[19]
- № 157 — медицинские учреждения, офисный центр «Капитал»
- № 169 — двухэтажное угловое здание с эркером и шпилем, памятник архитектуры, бывшая Вторая женская гимназия (также имеет адрес по ул. Ульяновской дом 23)[20]
- № 171 — гостиница «Европа»[21]
- № 193 — Главное управление МЧС по Самарской области
- № 237, 241, 243, 245, 249 — малоэтажные деревянные дома.
- № 277 — 10-этажный жилой дом 1997 года постройки, на первом и цокольном этажах нежилые помещения (магазины, бары).

### Утраченные здания
- Галактионовская, 8 — городская усадьба купца Акимова
- Галактионовская, 10 — дом, в котором в 1914—1915 гг. находилась подпольная типография Самарского комитета РСДРП(б)[22].